# Paroisse de Balmoral
Pour les articles homonymes, voir Balmoral.
Ne doit pas être confondu avec Balmoral (Nouveau-Brunswick).
La paroisse de Balmoral est à la fois une paroisse civile et un ancien district de services locaux (DSL) du comté de Restigouche, au nord du Nouveau-Brunswick.

## Toponyme

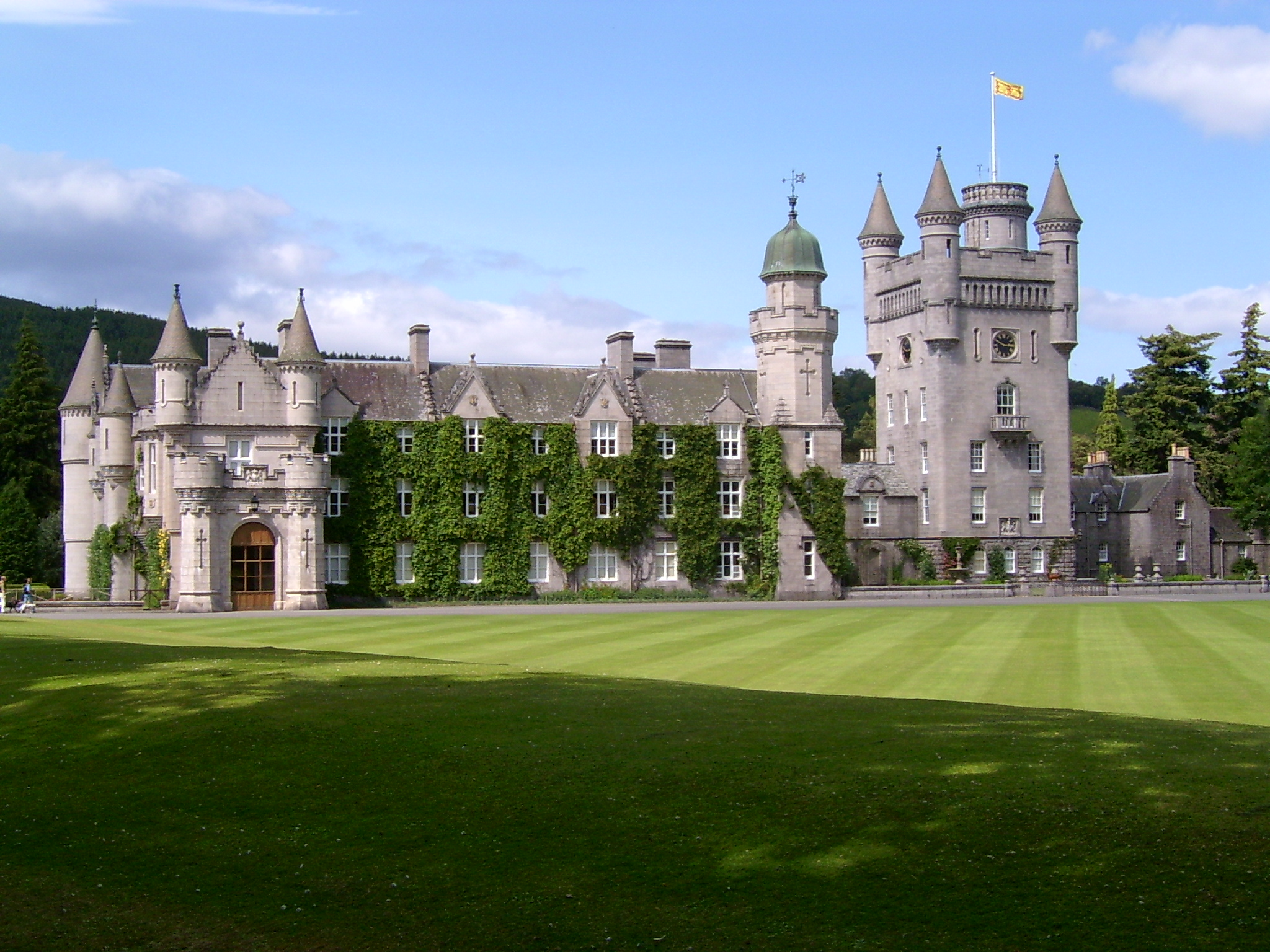
Le château de Balmoral.

La paroisse est nommée ainsi d'après le village de Balmoral, lui-même nommé en l'honneur du Château de Balmoral par les colons écossais.

## Chronologie municipale
La municipalité du comté de Restigouche est dissoute en 1966. La paroisse de Balmoral devient un district de services locaux en 1967.